# Panhandle (Texas)
Panhandle é uma cidade  localizada no estado norte-americano do Texas, no Condado de Carson.

## Demografia
Segundo o censo norte-americano de 2000, a sua população era de 2589 habitantes.
Em 2006, foi estimada uma população de 2614, um aumento de 25 (1.0%).

## Geografia
De acordo com o United States Census Bureau tem uma área de
5,5 km², dos quais 5,5 km² cobertos por terra e 0,0 km² cobertos por água.

## Localidades na vizinhança
O diagrama seguinte representa as localidades num raio de 36 km ao redor de Panhandle.